# Шумова, Барбора
Барбора Шумова (чеш. Barbora Šumová, 17 февраля 1995, Чехия) — чешская спортсменка, выступающая в дисциплине скит стендовой стрельбы. Бронзовая медалистка Европейских игр 2019 года в Минске и чемпионатов Европы 2019 и 2022.

## Карьера
Барбора Шумова начала свою спортивную карьеру в октябре 2011 года. Становилась чемпионкой Европы среди юниорок и медалисткой юниорских чемпионатов мира. В 2017 году стала чемпионкой Чехии в ските, в 2018 году повторила это достижение в миксте с Якубом Томечеком. 2019 год стал самым успешным в её карьере: она завоевала бронзовые медали на Европейских играх в Минске и на чемпионате Европы в итальянском Лонато. Бронза европейского чемпионата позволила Шумовой получить путёвку на Олимпийские игры 2020 года в Токио. В 2022 году на чемпионате Европы в Ларнаке выиграла бронзовую медаль в миксте с Якубом Томечеком.

## Достижения
Бронзовая медалистка чемпионата Европы 2019 в Лонато и 2022 в Ларнаке (в миксте с Якубом Томечеком)
 Бронзовая медалистка Европейских игр 2019 в Минске (в миксте с Якубом Томечеком)
 Чемпионка Универсиады 2015 в Кванджу (в команде)
 Чемпионка Европы среди юниорок 2015 в Мариборе (в команде)
 Серебряная медалистка чемпионата мира среди юниорок 2014 в Гранаде (в команде)
 Бронзовая медалистка чемпионата мира среди юниорок 2014 в Гранаде 
 Бронзовая медалистка чемпионатов Европы среди юниорок 2013 в Зуле и 2014 в Сарлоспуште (в командах)